# Julie Pinel
Julie Pinel, död 1737, var en fransk kompositör.
Hon tillhörde en familj av hovmusiker och var verksam som harpospelare och musiklärare. 
Verk
- Le Printems, cantatille
- Rossignols
- Boccages
- Echos indiscrets
- Bergères
- Pourquoy
- Appollonius, opera